# Liste der Gemeinden auf den Kanarischen Inseln

Gemeindeaufteilung auf den Kanarischen Inseln

Die Liste enthält alle 88 Gemeinden der Kanarischen Inseln, geordnet nach ihren zwei Provinzen Las Palmas und Santa Cruz de Tenerife und deren Inseln. Dazu sind ihre Flächen
und Einwohnerzahlen
am 1. Januar 2022 angegeben.
Zuletzt wurde 2007 die Gemeinde El Pinar auf El Hierro gebildet.

## Gemeindeanzahl pro Insel
Provinz Las Palmas:
- Gran Canaria: 21
- Lanzarote: 7
- Fuerteventura: 6

Provinz Santa Cruz de Tenerife:
- Teneriffa: 31
- La Palma: 14
- La Gomera: 6
- El Hierro: 3

## Provinz Las Palmas

### Gran Canaria
| Gemeinde                   | Einwohner | Fläche (km²) |
| -------------------------- | --------- | ------------ |
| Agaete                     | 5.633     | 45,50        |
| Agüimes                    | 32.067    | 79,28        |
| La Aldea de San Nicolás    | 7.536     | 123,58       |
| Artenara                   | 1.030     | 66,70        |
| Arucas                     | 38.369    | 33,01        |
| Firgas                     | 7.581     | 15,77        |
| Gáldar                     | 24.567    | 61,59        |
| Ingenio                    | 31.932    | 38,15        |
| Mogán                      | 20.331    | 172,44       |
| Moya                       | 7.870     | 31,87        |
| Las Palmas de Gran Canaria | 378.797   | 100,55       |
| San Bartolomé de Tirajana  | 52.936    | 333,13       |
| Santa Brígida              | 18.341    | 23,81        |
| Santa Lucía de Tirajana    | 74.560    | 61,56        |
| Santa María de Guía        | 13.838    | 42,59        |
| Tejeda                     | 1.813     | 103,30       |
| Telde                      | 102.472   | 102,43       |
| Teror                      | 12.667    | 25,70        |
| Valleseco                  | 3.750     | 22,11        |
| Valsequillo                | 9.490     | 39,15        |
| Vega de San Mateo          | 7.682     | 37,89        |

### Lanzarote
| Gemeinde      | Einwohner | Fläche (km²) |
| ------------- | --------- | ------------ |
| Arrecife      | 63.750    | 22,72        |
| Haría         | 5.382     | 106,59       |
| San Bartolomé | 18.989    | 40,90        |
| Teguise       | 23.411    | 263,98       |
| Tías          | 21.083    | 64,61        |
| Tinajo        | 6.573     | 135,28       |
| Yaiza         | 16.924    | 211,85       |

### Fuerteventura
| Gemeinde           | Einwohner | Fläche (km²) |
| ------------------ | --------- | ------------ |
| Antigua            | 12.940    | 250,56       |
| Betancuria         | 789       | 103,64       |
| La Oliva           | 27.945    | 356,13       |
| Pájara             | 20.751    | 383,52       |
| Puerto del Rosario | 42.024    | 289,95       |
| Tuineje            | 15.572    | 275,94       |

## Provinz Santa Cruz de Tenerife

### Teneriffa
| Gemeinde                   | Einwohner | Fläche (km²) |
| -------------------------- | --------- | ------------ |
| Adeje                      | 49.270    | 105,95       |
| Arafo                      | 5.623     | 34,27        |
| Arico                      | 8.754     | 178,76       |
| Arona                      | 82.982    | 81,79        |
| Buenavista del Norte       | 4.753     | 67,42        |
| Candelaria                 | 28.485    | 49,18        |
| Fasnia                     | 2.849     | 45,11        |
| Garachico                  | 4.920     | 29,28        |
| Granadilla de Abona        | 52.447    | 162,44       |
| La Guancha                 | 5.561     | 23,78        |
| Guía de Isora              | 21.711    | 143,43       |
| Güímar                     | 21.224    | 102,93       |
| Icod de los Vinos          | 23.496    | 95,91        |
| La Matanza de Acentejo     | 9.054     | 14,11        |
| La Orotava                 | 42.434    | 207,31       |
| Puerto de la Cruz          | 30.349    | 8,73         |
| Los Realejos               | 37.076    | 57,09        |
| El Rosario                 | 17.750    | 39,43        |
| San Cristóbal de La Laguna | 157.815   | 102,06       |
| San Juan de la Rambla      | 4.864     | 20,67        |
| San Miguel de Abona        | 21.915    | 42,04        |
| Santa Cruz de Tenerife     | 208.688   | 150,56       |
| Santa Úrsula               | 15.114    | 22,59        |
| Santiago del Teide         | 11.162    | 52,21        |
| El Sauzal                  | 9.005     | 18,31        |
| Los Silos                  | 4.644     | 24,23        |
| Tacoronte                  | 24.592    | 30,09        |
| El Tanque                  | 2.813     | 23,65        |
| Tegueste                   | 11.359    | 26,41        |
| La Victoria de Acentejo    | 9.170     | 18,36        |
| Vilaflor                   | 1.767     | 56,26        |

### La Palma
| Gemeinde               | Einwohner | Fläche (km²) |
| ---------------------- | --------- | ------------ |
| Barlovento             | 1.897     | 43,55        |
| Breña Alta             | 7.199     | 30,82        |
| Breña Baja             | 5.885     | 14,20        |
| Fuencaliente           | 1.800     | 56,42        |
| Garafía                | 1.830     | 103,00       |
| Los Llanos de Aridane  | 20.551    | 35,79        |
| El Paso                | 7.901     | 135,92       |
| Puntagorda             | 2.293     | 31,10        |
| Puntallana             | 2.547     | 35,10        |
| San Andrés y Sauces    | 4.170     | 42,75        |
| Santa Cruz de La Palma | 15.361    | 43,38        |
| Tazacorte              | 4.502     | 11,37        |
| Tijarafe               | 2.598     | 53,76        |
| Villa de Mazo          | 4.905     | 71,17        |

### La Gomera
| Gemeinde                   | Einwohner | Fläche (km²) |
| -------------------------- | --------- | ------------ |
| Agulo                      | 1.085     | 25,39        |
| Alajeró                    | 2.029     | 49,42        |
| Hermigua                   | 1.795     | 39,67        |
| San Sebastián de La Gomera | 9.342     | 113,59       |
| Valle Gran Rey             | 4.674     | 32,36        |
| Vallehermoso               | 2.873     | 109,32       |

### El Hierro
| Gemeinde    | Einwohner | Fläche (km²) |
| ----------- | --------- | ------------ |
| La Frontera | 4.329     | 80,12        |
| Valverde    | 5.123     | 103,65       |
| El Pinar    | 1.971     | 84,95        |